# Concordia temploma
Concordia temploma a Forum Romanum nyugati végén állt Rómában, az ún. Tabularium (Birodalmi Levéltár) előtt elterülő lejtőn. 
Marcus Furius Camillus az Area Volcani nevű területre i. e. 367-ben építtetett templomot. A bazilikaépítő C. Opimius consul i. e. 121-ben restauráltatta. Tiberius császár i. sz. 7-ben kezdte újjáépíteni és i. sz. 10-ben január 16-án felszentelte Aedes Concordiae Agustae néven, felékesítve sok, görög művészek által készített szoborral. Mellette állt Vespasianus temploma.
A Római Köztársaság alatt gyakran ülésezett benne a szenátus, Cicero pedig itt mondta el negyedik és híres vádbeszédét Catilina ellen, melynek alapján elítélték a patríciust és társait. 
Alaprajza különös, mivel cellája minden oldalon kilenc méterrel szélesebb (42 m) a 24 m széles pronaosznál. Ma már csak a faragott márványpárkányzat egy része és a templom talapzata látható.